# Talavera de la Reina
Talavera de la Reina er en by og kommune i den vestlige del af Toledo-provinsen i Spanien. Byen er den største i Toledo, og er beliggende på begge sider af floden Tajo med hovedparten af byen på den nordlige bred.
39°58′N 4°50′V / 39.97°N 4.83°V